# Błażejewo (województwo warmińsko-mazurskie)
Błażejewo – zniesiona osada w Polsce, położona w województwie warmińsko-mazurskim, w powiecie gołdapskim, w gminie Gołdap.
Nazwę zniesiono z 2025 r.
W latach 1975–1998 miejscowość administracyjnie należała do województwa suwalskiego.
W miejscowości nie ma zabudowy.